# Artur Tadeusz Müller
Artur Tadeusz Müller (ur. 20 października 1893 we Lwowie, zm. 4 sierpnia 1960 w São Paulo) – polski kompozytor, pianista, dyrygent.
Ukończył Konserwatorium Polskiego Towarzystwa Muzycznego kształcąc się u Stanisława Niewiadomskiego. W 1921 zadebiutował jako kompozytor baletem Zaklęte trzewiczki. W początkach lat 30. przeniósł się do Warszawy, występował w ekskluzywnej kawiarni „Swann” do wybuchu powstania warszawskiego. Po II wojnie światowej wyemigrował do Brazylii i osiadł na stałe w Săo Paulo. Występował jako pianista w polskim „Klubie 44”.